# Langenhart (Müllheim)
Langenhart è una frazione del comune svizzero di Müllheim, nel Canton Turgovia (distretto di Frauenfeld).

## Storia

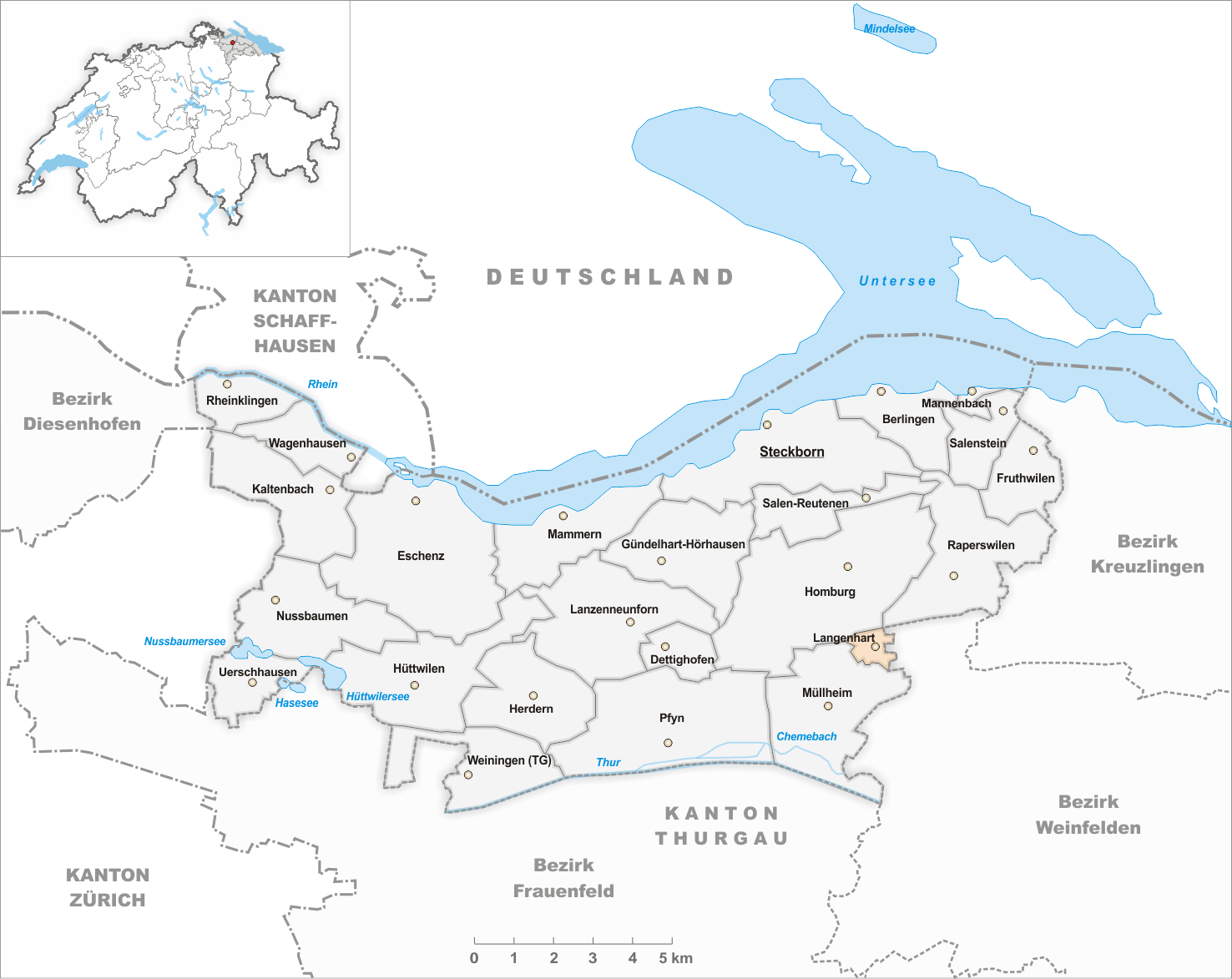
Il territorio del comune di Langenhart prima degli accorpamenti comunali del 1967

Già comune autonomo (Ortsgemeinde) che apparteneva al distretto di Steckborn, nel 1967 è stato accorpato al comune di Müllheim.

## Società

### Evoluzione demografica
L'evoluzione demografica è riportata nella seguente tabella:
Abitanti censiti

## Amministrazione
Ogni famiglia originaria del luogo fa parte del cosiddetto comune patriziale e ha la responsabilità della manutenzione di ogni bene ricadente all'interno dei confini della frazione.